# Пасинлер
Пасинлер (тур. Pasinler, от арм. Բասեն, Pasen; курд. Hesenqela, что означает крепость Хасана; Хасанкале) — город и район в провинции Эрзурум Турции на реке Аракс. Название города происходит из армянского языка.

## История
10 (по другим данным 18) сентября 1048 года недалеко от византийского города Капертон (Капетра) на берегу р. Аракс состоялась исторически первая битва объединённой христианской (византийско-грузинской) армии численностью около 50 000 человек с армией сельджуков. После битвы сельджуки хоть и покинули пределы Византийской империи, но смогли взять в плен большое количество пленных, в том числе и знатных, (хотя цифра в 100 000, которую приводит Ибн аль-Асир, скорее всего, является завышенной в несколько раз), а также вывезти всю награбленную добычу. Как следствие, к сельджукам быстро пришло понимание того что византийская власть в Малой Азии была очень хрупкой, что в свою очередь подталкивало кочевых турок к возобновлению грабительских налётов, особенно в условиях продолжающейся вражды между местным армянским населением региона и греческой верхушкой византийских политиков и духовенства.
Город назывался Гасан-кала в честь правителя Узун-Гасан (XV век), который построил здесь крепость. В городе первоначально было 590 кирпичных домов, рынок, баня, караван-сарай и мечеть с одним минаретом. В «Гассан-Кале» останавливался Пушкин, во время своего «Путешествия в Арзрум» (1829 год). В пушкинскую эпоху в городе проживало 100 армянских семейств. Во время русско-турецкой войны 1877 года Гассан-Кала стала ареной сражения, которое упомянуто на Колонне Славы (Санкт-Петербург).
По данным переписи Константинопольского патриархата, опубликованные в 1912 году, в районе Басена проживало 16 740 армян, а также насчитывалось 57 армянских деревень, 16 действующих армянских церквей, 1 обитаемый армянский монастырь и 20 армянских школ.